# André De Dienes
André De Dienes (18 dicembre 1913 – 11 aprile 1985) è stato un fotografo ungherese.

## Biografia
Fotografo di bellezze femminili, nudi artistici, il più celebre nel dopoguerra molte foto da lui scattate apparvero su celebri riviste dell'epoca come Esquire
Marilyn Monroe fu una sua modella, e lui la pagò 200 dollari ad ogni servizio fotografico.

## Opere
- Andre de Dienes: studies of the female nude, editore Twin Palms Publishers, 2005